# Alexander Levitzki
Pour les articles homonymes, voir Levitzki.
Alexander Levitzki (hébreu : אלכסנדר לויצקי né le 13 août 1940) est un biochimiste israélien qui est professeur de biochimie à l'Institut Alexander Silberman des sciences de la vie, à l'Université hébraïque de Jérusalem,.

## Naissance et éducation
Levitzki est né en 1940 dans la Palestine mandataire. Il obtient sa maîtrise en chimie de l'Université hébraïque de Jérusalem en Israël. Il obtient son doctorat en biochimie et biophysique de l'Université hébraïque de Jérusalem et de l'Institut Weizmann des Sciences, en 1968. De 1968 à 1971, il est chercheur postdoctoral au Département de biochimie de l'Université de Californie à Berkeley en Californie, avec le professeur Daniel Koshland, où il travaille en particulier sur la coopérativité négative et la réactivité des demi-sites. 

## Carrière universitaire
En 1970, Levitzki devient scientifique principal au Département de biophysique de l'Institut Weizmann des sciences. En 1974, il devient professeur associé au même institut.
En 1974, il devient professeur associé à l’Université hébraïque de Jérusalem. En 1976, il est promu professeur de biochimie à l'Université hébraïque de Jérusalem. Il est chercheur invité au National Cancer Institute et Fogarty International Scholar, NIH, Bethesda, Maryland, chercheur invité à l'Université Stanford en Californie, professeur invité à l'Université de l'Oregon (Eugene) et professeur invité à l'Université de Californie, San Francisco. Il est également membre de l’Académie israélienne des sciences et des lettres et a été chef de sa section scientifique.

## Recherches
Levitzki est connu pour avoir développé des inhibiteurs chimiques spécifiques des protéines kinases induites par le cancer. Il est le premier à développer systématiquement des inhibiteurs de la phosphorylation de la tyrosine (tyrphostines) contre un large spectre de protéines tyrosine kinases. Levitzki démontre (1993) qu'un tel inhibiteur de la kinase Bcr-Abl induit la mort des cellules de la leucémie myéloïde chronique (LMC). Ces travaux conduisent au développement du Gleevec par Novartis (1996), qui est actuellement utilisé pour le traitement des patients atteints de cette maladie. Levitzki est également le pionnier des inhibiteurs du récepteur EGF, du récepteur PDGF, de Her-2/neu, de Jak-2, de VEGFR et des inhibiteurs PKB/Akt perméables aux cellules à base de peptides. Levitzki montre également que les inhibiteurs de la kinase PDGFR (tyrphostines dirigées vers le PDGFR), libérés par des nanoparticules ou par un stent à élution de médicament, peuvent être utilisés pour inhiber la resténose après une angioplastie par ballonnet.
En 2006, son équipe de recherche développe une méthode pour inciter les cellules tumorales cérébrales à « se suicider ».

## Récompenses
En 1990, il reçoit le prix Israël, en sciences de la vie (marchant ainsi sur les traces de son père, Jacob Levitzki, qui a reçu le prix, en sciences exactes, en 1953).
En 2005, il reçoit le prix Wolf de médecine pour « avoir été un pionnier de la thérapie par transduction du signal et pour avoir développé des inhibiteurs de la tyrosine kinase comme agents efficaces contre le cancer et une série d'autres maladies ».